# Verkiezing voor de Veiligheidsraad van de Verenigde Naties 2012
De verkiezing voor de Veiligheidsraad van de Verenigde Naties in 2012 zijn gehouden in oktober 2012, tijdens de 67e sessie van de Algemene vergadering van de Verenigde Naties in het Hoofdkwartier van de Verenigde Naties in  New York. Er werden verkiezingen gehouden voor de vijf niet permanente zetels voor een termijn van twee jaar die ingaat op 1 januari 2013 en duurt tot 1 januari 2015. De vijf permanente zetels zijn niet verkiesbaar.

## Verkiezing van de niet-permanente leden
Elk jaar kiest de Algemene Vergadering van de VN de vijf nieuwe leden voor een periode van twee jaar. De gekozen leden nemen hun zetel in vanaf 1 januari in het daaropvolgende jaar. De verkiezing begint altijd op 16 oktober en gaat binnen elke groepering door totdat er een tweederdemeerderheid is bereikt. Landen mogen niet twee opeenvolgende termijnen deel uitmaken van de Veiligheidsraad. Van tevoren stellen landen zich kandidaat voor een zetel. Het is overigens toegestaan om op een land te stemmen dat zich niet kandidaat heeft gesteld wanneer na drie stemronden nog geen uitslag is bereikt.
Verkiezingstabel
In de volgende tabel staat een overzicht van welke zetels er in de oneven en in de even jaren worden verkozen.
| Periode die begint in een      | oneven jaar | even jaar |
| ------------------------------ | ----------- | --------- |
| Afrika                         | 1 lid       | 2 leden * |
| Azië                           | 1 lid       | 1 lid *   |
| Latijns-Amerika en de Caraïben | 1 lid       | 1 lid     |
| West-Europa en de overigen     | 2 leden     | geen      |
| Oost-Europa                    | geen        | 1 lid     |

*: De afvaardiging van het ene Arabische land wisselt telkens tussen Afrika en Azië.

### Kandidaten
De volgende landen hebben zich kandidaat gesteld voor een tweejarige termijn in de Veiligheidsraad.
- Australië[3]
- Finland[4][5]
- Luxemburg[6]
- Bhutan[7]

## Uitslag
Argentinië, Australië, en  Rwanda werden in de eerste stemronde gekozen, terwijl Finland en Zuid-Korea werden gekozen in de tweede stemronde. In beide rondes werden 193 stemmen uitgebracht.

### Afrika en Azië
| Uitslag verkiezing Afrika en Azië | Uitslag verkiezing Afrika en Azië | Uitslag verkiezing Afrika en Azië |
| Lid                               | 1e ronde                          | 2e ronde                          |
| --------------------------------- | --------------------------------- | --------------------------------- |
| Rwanda                            | 148                               | —                                 |
| Zuid-Korea                        | 116                               | 149                               |
| Cambodja                          | 62                                | 43                                |
| Bhutan                            | 20                                | —                                 |
| Tanzania                          | 3                                 | —                                 |
| Congo-Kinshasa                    | 1                                 | —                                 |
| absenties                         | 1                                 | 0                                 |
| ongeldige stemmen                 | 0                                 | 1                                 |
| Benodigde meerderheid             | 128                               | 128                               |

### Latijns-Amerika en de Caraïben
| Uitslag verkiezing Latijns-Amerika en de Caraïben | Uitslag verkiezing Latijns-Amerika en de Caraïben |
| Lid                                               | 1e Ronde                                          |
| ------------------------------------------------- | ------------------------------------------------- |
| Argentinië                                        | 182                                               |
| Barbados                                          | 1                                                 |
| Cuba                                              | 1                                                 |
| absenties                                         | 8                                                 |
| Ongeldige stemmen                                 | 1                                                 |
| Benodigde meerderheid                             | 123                                               |

### West-Europa en de overigen
| Uitslag verkiezing West-Europa en de overigen | Uitslag verkiezing West-Europa en de overigen | Uitslag verkiezing West-Europa en de overigen |
| Lid                                           | 1e ronde                                      | 2e ronde                                      |
| --------------------------------------------- | --------------------------------------------- | --------------------------------------------- |
| Australië                                     | 140                                           | —                                             |
| Luxemburg                                     | 128                                           | 131                                           |
| Finland                                       | 108                                           | 62                                            |
| Absenties                                     | 0                                             | 0                                             |
| Benodigde meerderheid                         | 129                                           | 129                                           |